# Arkadij Gajdar
Arkadij Petrovič Golikov (Аркáдий Петрóвич Гóликов, 22. ledna 1904 Lgov – 26. října 1941 u vesnice Lipljave, Ukrajina), známý především pod pseudonymem Arkadij Gajdar (Аркáдий Гайдáр), byl sovětský spisovatel populárních knížek pro děti.
Narodil se v učitelské rodině, jeho matka byla šlechtického původu. Mládí strávil ve městě Arzamas. V roce 1917 se zapojil do revolučního hnutí, rozdával letáky a účastnil se hlídek v ulicích, během jedné z těchto akcí byl napaden a vážně pobodán.
V roce 1918 Golikov požádal o členství v komunistické straně a začal pracovat jako korespondent pro místní noviny Molot jako korespondent, současně se stal členem bolševické strany a o několik měsíců později se přihlásil do Rudé armády, a protože lhal o svém věku (bylo mu teprve 14 let), byl přijat. Již v lednu 1919 byl poslán na ukrajinskou, a později polskou frontu jako pobočník velitele speciální jednotky. Po necelém roce vojenské služby byl zraněn granátem, na jaře 1920 se však vrátil do služby na kavkazskou frontu, kde velel rotě jezdců 37. kubáňské divize, zde se účastnil operací proti jednotkám generálů Gejmana a Žitikova.
V roce 1921 se Gajdar podílel na potlačení antikomunistického rolnického povstání v Tambovské oblasti. V nezletilém věku 17 let byl jmenován velitelem 58. odděleného pluku na jihozápadní Sibiři, v oblasti dnešního Chakaska, kde Rudá armáda bojovala s jednotkami bělogvardějského generála Solovjeva. Zde se měl dopustit několika z dnešního pohledu válečných zločinů; přinejmenším některých se dopustil v důsledku posttraumatické psychózy. V této době se také několikrát pokusil o sebevraždu. Z armády byl propuštěn v roce 1924, kdy se u něj vedle psychických problémů začaly projevovat i následky zranění z bojů.
Poté se věnoval psaní knížek pro děti, v nichž mj. propagoval sovětský systém idealizovaným popisem kamarádského prostředí Rudé armády, obvykle viděného z pohledu dětských hrdinů.
Druhé světové války se zúčastnil nejprve jako válečný korespondent, později jako kulometčík partyzánského oddílu na Ukrajině. Zde padl v boji u vesnice Lipljave. Je pohřben ve městě Kaněv.

## Pseudonym
Původ pseudonymu Gajdar je nejasný, on sám se o něm nikdy nevyjádřil, nicméně existuje několik hypotéz. Podle jedné jméno pochází z chakaštiny, jazyka oblasti, kde mj. bojoval za ruské občanské války na straně bolševiků. Zde byl pověřen hledáním skrývajícího se nepřátelského velitele. Přitom neznal jiné chakaské slovo než chajdar, jež znamená kam, kterým se stále vyptával místních obyvatel na cestu, až se tím stal známým a ti začali toto slovo vyslovovat spolu s jeho jménem Chajdar-Golikov. Jiná na chakaštině založená teze říká, že se ho jako malého chlapce často ptala přítelkyně jeho matky chakaské národnosti, jež neuměla dobře rusky, „Archaška, chajdar?“ – „Archaško, kam?“, což se mu natolik zalíbilo, že to později přijal jako pseudonym. V ruštině a ukrajinštině často splývají naše hlásky G, H a CH, a to pak vedlo k přeměně z chajdar na Gajdar. Nicméně jeho syn Timur se jednou měl vyjádřit, že o době pobytu otce v Chakasku sice moc neví, ale na chakaskou verzi vzniku jména nevěří. Další hypotéza mluví o vytvoření jména autorem v jeho školních letech jako akronym z Golikov, Arkadij a d'Arzamas podle místa, kde vyrůstal a po vzoru Dumasova hrdiny d'Artagnana. Podle další verze je pseudonym odvozen z ukrajinského slova gajdar (ovčák) na základě přátelských vztahů, které Gajdar v dětství pěstoval s místními pastevci ovcí.

## Dílo
- Škola (Школа), 1930
- Vzdálené země (Дальние страны), 1932
- Vojenské tajemství (Военная тайна), 1935
- Modrý hrneček (Голубая чашка), 1936
- Osudy bubeníkovy (Судьба барабанщика), 1939
- Čuk a Gek (Чук и Гек), 1939
- Timur a jeho parta (Тимур и его команда), 1940 – 1. díl trilogie
- Velitel sněžné pevnosti (Комендант снежной крепости), prosinec 1940 – 2. díl trilogie
- Timurova přísaha (Клятва Тимура), červen/červenec 1941 – 3. díl trilogie

## Zfilmování
- 1937: Balada o kozákovi Holotovi (Дума про казака Голоту, podle novely Р.В.С. – R.V.S) – Režie: Igor Savčenko
- 1940: Timur a jeho parta (Тимур и его команда) – Režie: Alexandr Razumnyj
- 1953: Čuk a Gek (Чук и Гек) – Režie: Ivan Lukinskij
- 1954: Škola mužnosti (Школа мужества) – Režie: Vladimir Bassov & Mstislav Korčagin
- 1955: Osudy bubeníkovy (Судьба барабанщика) – Režie: Viktor Eisymont
- 1955: Dým v lese (Дым в лесу) – Režie: Jevgeni Karelov & Jurij Čuljukin
- 1958: Na hraběcích rozvalinách (На графских развалинах) – Režie: Vladimir Skuibin
- 1958: Vojenské tajemství (Военная тайна) – Režie: Mečislava Majevskaja
- 1958: Pohádka o Malčišovi-Kibalčišovi (Сказка о Мальчише-Кибальчише) – kreslený film – Režie: Alexandra Sneško-Blozkaja
- 1960: Budiž světlo! (Пусть светит!) – TV – Režie: Jevgenij Karelov
- 1964: Daleké země (Дальние страны) – Režie: Marija Fjodorova
- 1964: Pohádka o Malčišovi-Kibalčišovi (Сказка о Мальчише-Кибальчише) – Režie: Jevgenij Šerstobitov
- 1965: Modrý hrneček (Голубая чашка) – TV – Režie: Vladimir Chramov & Maja Markova
- 1971: Bumbaraš (Бумбараш) – TV – Režie: Nikolaj Rašejev & Abram Narodizkij
- 1976: Osudy bubeníkovy (Судьба барабанщика) – Režie: Alexander Igišev
- 1976: Buďonka (Будёновка) – Režie: Igor Vosnessenskij
- 1977: Timur a jeho parta (Тимур и его команда) – Režie: Alexander Blank & Sergej Linkov
- 1977: Balada o kozákovi Holotovi (Дума про казака Голоту, podle novely Р.В.С. – R.V.S) – Režie: Alexej Moroz & Julij Slupskij
- 1978: Konec císaře tajgy (Конец императора тайги) – Režie: Vladimir Saruchanov; představitelé: Ivan Krasko (Ivan Solovjov), Andrej Rostozkij (Arkadij Gajdar)